# What's on My Mind/Lonely Street
What's On My Mind/Lonely Street è un singolo della rock band Kansas pubblicato nel 1976. È tratto dal quinto album della band Leftoverture, ed è uno dei loro brani più conosciuti della formazione cosiddetta Kansas II.